# Imoasa, Mehedinți
Imoasa este un sat în comuna Corcova din județul Mehedinți, Oltenia, România.